# Premi Strega
El Premi Strega és el màxim guardó literari que es pot guanyar a Itàlia pel que fa al prestigi internacional. Iniciat el 1947 a la ciutat de Benevento (Campània), s'anomena així perquè entre els fundadors hi havia el propietari del Licor Strega i perquè la ciutat és coneguda per històries de bruixeria que es remunten als temps de l'antiguitat clàssica.
El Premi Strega es concedeix anualment a l'autor o autora d'un llibre publicat a Itàlia entre l'1 d'abril de l'any precedent i el 31 de març de l'any en curs. Des del 1986 l'organitza i el gestiona la Fondazione Bellonci.
Les propostes provenen d'altres escriptors i es sotmeten a la votació d'un jurat compost per unes 600 persones, entre les quals hi ha els anomenats "Amics del diumenge" (jurats vitalicis).
Alguns dels guanyadors han estat Cesare Pavese (1950), Alberto Moravia (1952), Giorgio Bassani (1956), Dino Buzzati (1958), Giuseppe Tomasi di Lampedusa (1959), Natalia Ginzburg (1963), Tommaso Landolfi (1975), Primo Levi (1979), Umberto Eco (1981), Gesualdo Bufalino (1988) i Claudio Magris (1997), entre molts d'altres.

## Llistat de guardonats[1]
- 1947 - Ennio Flaiano, Tempo di uccidere
- 1948 - Vincenzo Cardarelli, Villa Tarantola
- 1949 - Giambattista Angioletti, La memoria
- 1950 - Cesare Pavese, La bella estate
- 1951 - Corrado Alvaro, Quasi una vita
- 1952 - Alberto Moravia, I racconti
- 1953 - Massimo Bontempelli, L'amante fedele
- 1954 - Mario Soldati, Lettere da Capri
- 1955 - Giovanni Comisso, Un gatto attraversa la strada
- 1956 - Giorgio Bassani, Cinque storie ferraresi
- 1957 - Elsa Morante, L'isola di Arturo
- 1958 - Dino Buzzati, Sessanta racconti
- 1959 - Giuseppe Tomasi di Lampedusa, Il gattopardo
- 1960 - Carlo Cassola, La ragazza di Bube
- 1961 - Raffaele La Capria, Ferito a morte
- 1962 - Mario Tobino, Il clandestino
- 1963 - Natalia Ginzburg, Lessico famigliare
- 1964 - Giovanni Arpino, L'ombra delle colline
- 1965 - Paolo Volponi, La macchina mondiale
- 1966 - Michele Prisco, Una spirale di nebbia
- 1967 - Anna Maria Ortese, Poveri e semplici
- 1968 - Alberto Bevilacqua, L'occhio del gatto
- 1969 - Lalla Romano, Le parole tra noi leggere
- 1970 - Guido Piovene, Le stelle fredde
- 1971 - Raffaello Brignetti, La spiaggia d'oro
- 1972 - Giuseppe Dessì, Paese d'ombre
- 1973 - Manlio Cancogni, Allegri, gioventù
- 1974 - Guglielmo Petroni, La morte del fiume
- 1975 - Tommaso Landolfi, A caso
- 1976 - Fausta Cialente, Le quattro ragazze Wieselberger
- 1977 - Fulvio Tomizza, La miglior vita
- 1978 - Ferdinando Camon, Un altare per la madre
- 1979 - Primo Levi, La chiave a stella
- 1980 - Vittorio Gorresio, La vita ingenua
- 1981 - Umberto Eco, Il nome della rosa
- 1982 - Goffredo Parise, Il sillabario n.2
- 1983 - Mario Pomilio, Il Natale del 1833
- 1984 - Piero Citati, Tolstoj
- 1985 - Carlo Sgorlon, L'armata dei fiumi perduti
- 1986 - Maria Bellonci, Rinascimento privato
- 1987 - Stanislao Nievo, Le isole del paradiso
- 1988 - Gesualdo Bufalino, Le menzogne della notte
- 1989 - Giuseppe Pontiggia, La grande sera
- 1990 - Sebastiano Vassalli, La chimera
- 1991 - Paolo Volponi, La strada per Roma
- 1992 - Vincenzo Consolo, Nottetempo, casa per casa
- 1993 - Domenico Rea, Ninfa plebea
- 1994 - Giorgio Montefoschi, La casa del padre
- 1995 - Maria Teresa Di Lascia, Passaggio in ombra
- 1996 - Alessandro Barbero, Bella vita e guerre altrui di Mr. Pyle, gentiluomo
- 1997 - Claudio Magris, Microcosmi
- 1998 - Enzo Siciliano, I bei momenti
- 1999 - Dacia Maraini, Buio
- 2000 - Ernesto Ferrero, N.
- 2001 - Domenico Starnone, Via Gemito
- 2002 - Margaret Mazzantini, Non ti muovere
- 2003 - Melania G. Mazzucco, Vita
- 2004 - Ugo Riccarelli, Il dolore perfetto
- 2005 - Maurizio Maggiani, Il viaggiatore notturno
- 2006 - Sandro Veronesi, Caos Calmo
- 2007 - Niccolò Ammaniti, Come Dio Comanda
- 2008 - Paolo Giordano, La solitud dels nombres primers
- 2009 - Tiziano Scarpa, Stabat Mater
- 2010 - Antonio Pennacchi, Canale Mussolini
- 2011 - Edoardo Nesi, Storia della mia gente
- 2012 - Alessandro Piperno, Inseparabili. Il fuoco amico dei ricordi
- 2013 - Walter Siti, Resistere non serve a niente
- 2014 - Francesco Piccolo, Il desiderio di essere come tutti
- 2015 - Nicola Lagioia, La ferocia
- 2016 - Edoardo Albinati, La scuola cattolica
- 2017 - Paolo Cognetti, Le otto montagne
- 2018 - Helena Janeczek, La ragazza con la Leica
- 2019 - Antonio Scurati, M. Il figlio del secolo
- 2020 - Sandro Veronesi, Il colibrí
- 2021 - Emanuele Trevi, Due vite
- 2022 - Mario Desiati, Spatriati